# Camponotus opaciventris
Camponotus opaciventris é uma espécie de inseto do gênero Camponotus, pertencente à família Formicidae.